# Liatris spicata
Liatris à épi, Plume du Kansas
Pour les articles homonymes, voir Liatris et Spicata.
Espèce
Classification phylogénétique

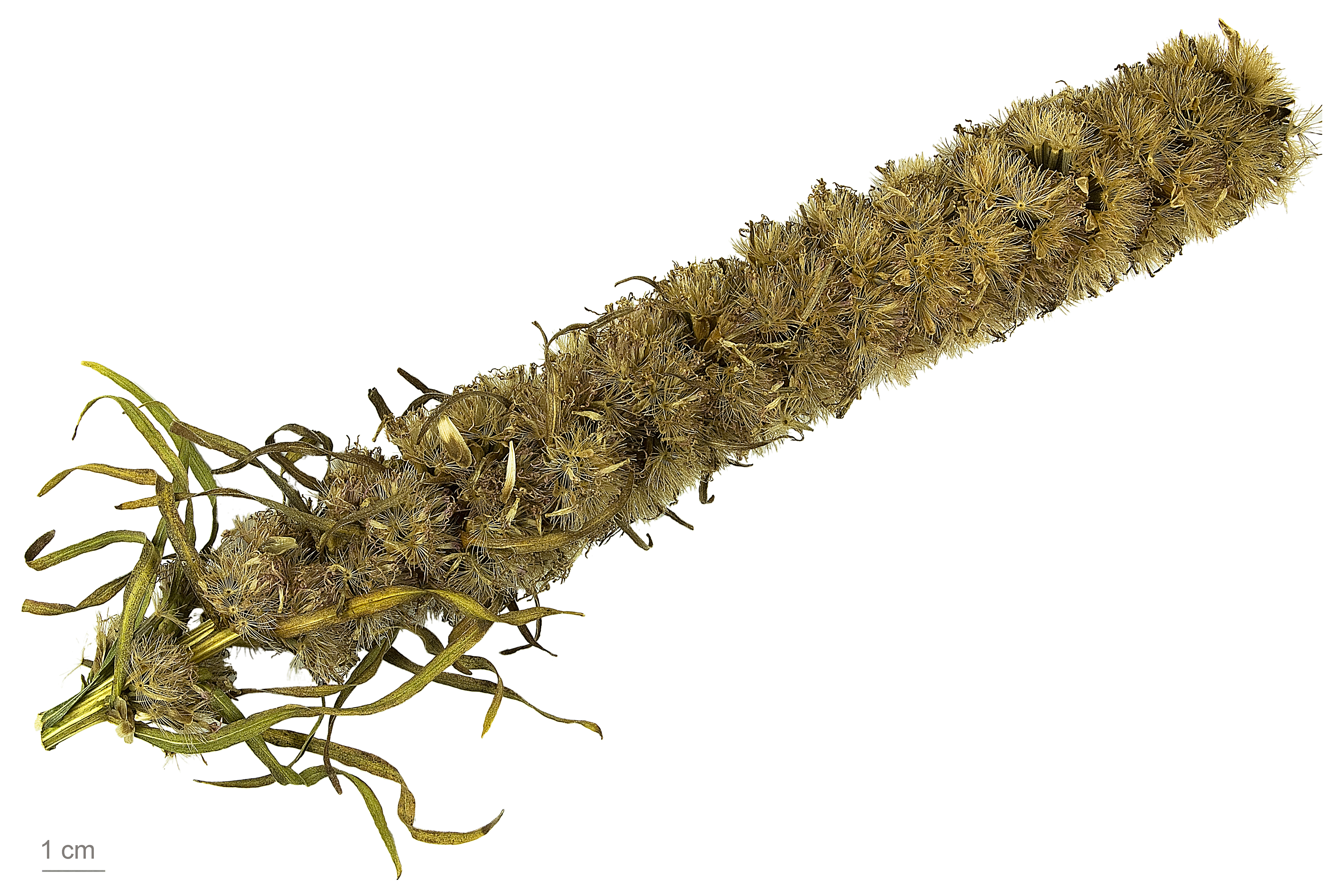
Liatris spicata au Muséum de Toulouse.

Le Liatris à épi ou la Plume du Kansas (Liatris spicata) est une espèce de plantes à fleurs de la famille des Astéracées. Elle est originaire de l'est de l'Amérique du Nord, où elle pousse dans les prairies humides et les prés à carex.

## Description
C'est une plante herbacée vivace qui mesure de 50 cm à 1,20 m de hauteur. Les feuilles sont fines et allongées. Les fleurs en épis présentent la particularité de s’épanouir à partir du sommet.

## Culture
Le Liatris à épi s'épanouit en plein soleil et redoute l'humidité stagnante. Pour se reproduire, la plante procède par semis et par division de ses touffes pour les cultivars. 

## Taxonomie
De nombreuses dénominations ont été utilisées pour L. spicata :
- Kuhnia spicata (L.) Baillon
- Lacinaria elongata E.Greene
- Lacinaria spicata (L.) Kuntze
- Lacinaria spicata f. albiflora House
- Lacinaria spicata f. resinosa (Nutt.) Voss
- Lacinaria spicata f. spicata
- Lacinaria spicata var. albiflora (Britton) Britton
- Lacinaria spicata var. foliacea Farw.
- Lacinaria spicata var. montana (A.Gray) Small
- Lacinaria spicata var. pumila (Lodd.) Porter
- Lacinaria spicata var. spicata
- Lacinaria vittata E.Greene
- Liatris macrostachya Michx.
- Liatris magnifica hort. ex Gardn.
- Liatris magnifica sp. hon
- Liatris picta Barton
- Liatris picta Barton ex DC.
- Liatris pilosa Ker Gawler
- Liatris pumila Lodd.
- Liatris sessiliflora Benol.
- Liatris sessiliflora Bertol.
- Liatris spicata f. albiflora Britton
- Liatris spicata f. spicata
- Liatris spicata var. macrostachya (Michx.) DC.
- Liatris turbinata Sw.
- Liatris turbinata Sweet
- Liatris vittata (E.Greene) Schumann
- Serratula spicata L.
- Suprago spicata (L.) Gaertn.

Deux variétés ont été décrites :
- Liatris spicata var. resinosa ;
- Liatris spicata var. spicata.

Il existe aussi quelques cultivars :
- 'Alba', qui arbore des fleurs blanches ;
- 'Callilepsis', dont les tiges sont particulièrement longues ;
- 'Floristan Violett', qui produit des inflorescences très denses ;
- 'Kobold', dont les plants sont plus compacts.